# Список спеціально позначених громадян і заблокованих осіб

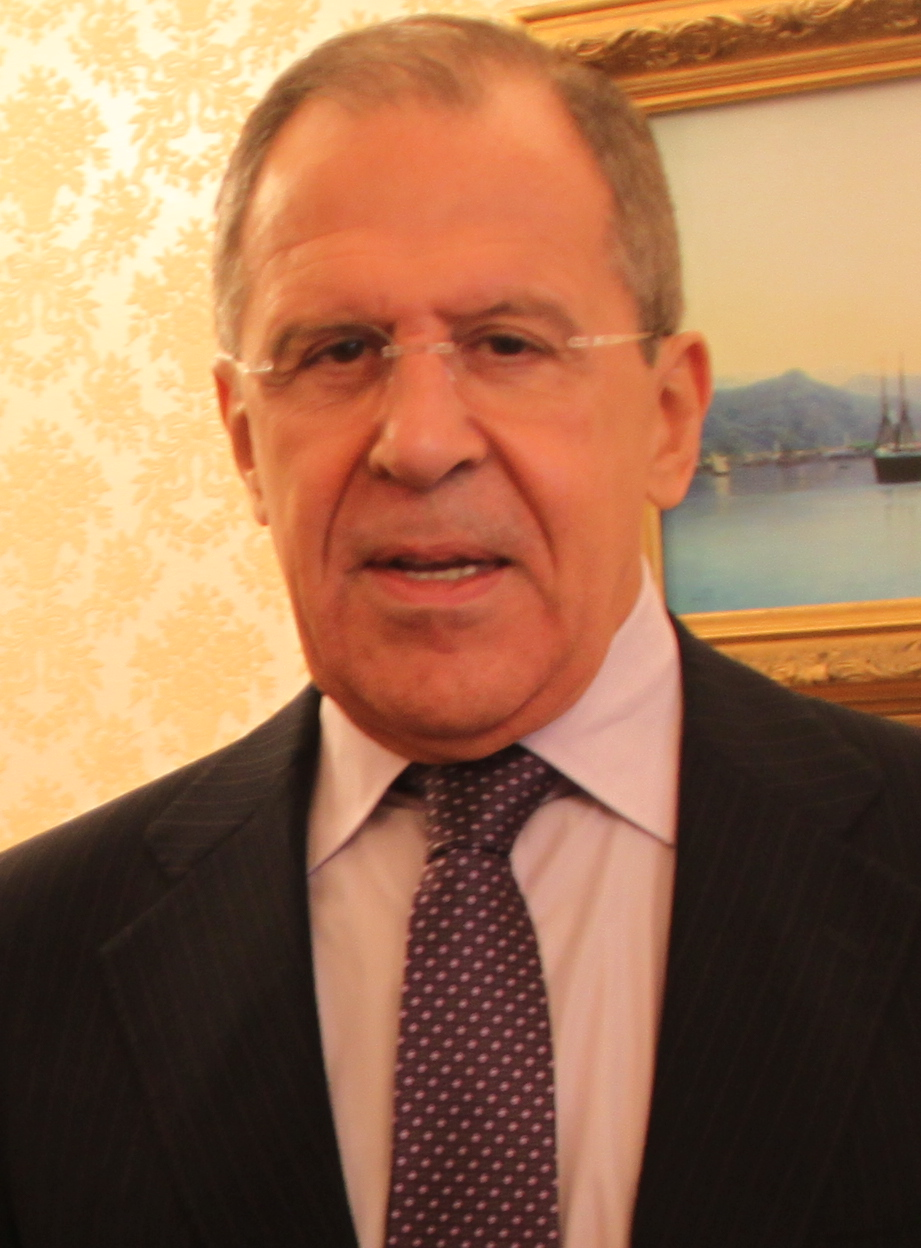
Сергій Лавров — міністр закордонних справ Росії, є відомою особою, яка підпадає під список SDN

Список спеціально позначених громадян і заблокованих осіб, також відомий як список SDN (англ. Specially Designated Nationals and Blocked Persons List) — це захід уряду Сполучених Штатів із санкцій та/або ембарго, спрямований проти визначених США терористів, посадових осіб і бенефіціарів певних авторитарних режимів, а також міжнародних злочинців (наприклад, торговців наркотиками). Список ведеться Управлінням контролю за іноземними активами.
Список містить десятки тисяч компаній, організацій та осіб, які були визначені як загрози національній безпеці та зовнішній та економічній політиці США. Усім особам і підприємствам у США заборонено вести бізнес з особами, які внесені до чорного списку, або підлягають санкціям за порушення закону. Фінансові санкції включають заборону на інвестування в акції осіб і компаній із чорного списку, в яких особи з чорного списку мають контрольний пакет акцій, і заборону на нові борги (включаючи всі цінні папери, такі як облігації, кредити, векселі тощо) з термін погашення більше 90 днів. Після анексії Кримського півострову США внесли до санкцій ряд російських і кримських компаній.

## Відомі особи, які потрапили під санкції
Станом на 28 лютого, після вторгнення Росії в Україну найбільше в списку осіб і установ російського походження: 763.
Осіб і установ китайського походження: 345.

### Китайська Народна Республіка

#### Особливий адміністративний районГонконг
- Керрі Лам — голова адміністрації Гонконгу.
- Кріс Тан — міністр безпеки.

#### Материковий Китай
- Чень Куанго — 19-й член Політбюро КПК.
- Ван Чень — член Політбюро КПК.
- Чжан Сяомін — політик.
- Ю Куан — керівник відділу роботи Об'єднаного фронту КПК.

### Республіка Білорусь
- Олександр Лукашенко — Президент Республіки Білорусь.
- Віктор Лукашенко
- Дмитро Лукашенко
- Дмитро Павліченко
- Лідія Єрмошина
- Наталія Петкевич
- Юрій Караєв
- Олег Гайдукевич
- Геннадій Давидько
- Наталя Кочанова
- Іван Кубраков
- Іван Тертель
- Пантус Дмитро.[5]
- Наталія Ейсмант — прессекретар Олександра Лукашенка.
- Віктор Хренін.[5]
- В'ячеслав Рассалай.[5]
- Аляскей Римашевський.[5]
- Олександр Вецяневич.[5]
- Олександр Вольфович.[5]
- Олександр Зайцев.[5]
- Галина Лукашенко

### Російська Федерація
- Володимир Путін — Президент Російської Федерації.[6]
- Андрій Пучков — керівник ВТБ.[7][5]
- Денис Бортніков — заступник президента та голова правління ВТБ.[8][9]
- Юрій Соловйов — заступник президента, голова правління ВТБ.[10][5]
- Галина Улютіна — дружина Соловйова.[5]
- Петро Фрадков — російський економіст та банкір, обіймає посаду голови та генерального директора ПАТ "Промсвязьбанк".[9]
- Валерій Герасимов — чинний начальник Генерального штабу Збройних Сил Російської Федерації.[11]
- Сергій Іванов — високопоставлений російський чиновник і політик, який з 12 серпня 2016 року обіймав посаду спеціального представника президента Російської Федерації з питань природоохоронної діяльності, екології та транспорту.[5].
- Володимир Кирієнко — голова та генеральний директор VK (раніше Mail.ru Group).[12][9].
- Сергій Лавров — російський дипломат і політик, який обіймає посаду міністра закордонних справ Росії з 2004 року.[11]
- Микола Патрушев — російський політик, силовик і розвідник. З 1999 по 2008 рік він обіймав посаду директора Федеральної служби безпеки РФ, яка є основною організацією-наступником радянського КДБ[13] (крім зовнішньої розвідки), а з 2008 року був секретарем Ради безпеки РФ.[13][11]
- Андрій Патрушев — син Миколи Патрушевича; колишній заступник генерального директора "Газпром нафти" та колишній радник ради директорів "Роснафти".[14][5]
- Ігор Сєчін — російський олігарх і урядовець, який вважається близьким соратником і «фактичним заступником» Володимира Путіна.[15][11]
- Сергій Шойгу — генерал армії, який з 2012 року обіймає посаду міністра оборони Російської Федерації та голови Ради міністрів оборони СНД.[11]
- Олександр Ведяхін — член правління, що курує повсякденну діяльність ПАТ "Сбербанк" та керівник лабораторії штучного інтелекту ПАТ "Сбербанк", відділу розвитку компетенції в галузі науки даних, відділу контролю та координації бізнесу, дирекції проєктів екології та енергоефективності та ESG лінії.[16][17][5]
- Центральний банк РФ.

### Інші
- Сергій Лещенко
- Ван Куок-кой — колишній лідер банди Макао 14K.[18]
- Слободан Мілошевич — колишній президент Югославії та Сербії, помер.
- Бі Сіді Сулеймане — колишній лідер «Повернення, Рекультивація, Реабілітація», помер.
- Ібрагім Раїсі — Президент Ірану.